# Renens
Renens es una ciudad y comuna suiza del cantón de Vaud, situada en el distrito del Ouest lausannois. Limita al norte con las comunas de Crissier y Jouxtens-Mézery, al este con Prilly, al sur con Lausana, y al oeste con Chavannes-près-Renens y Ecublens.
La comuna hizo parte hasta el 31 de diciembre de 2007 del distrito de Lausana, círculo de Romanel.